# ニコラ・スタンコヴィッチ (2003年生のサッカー選手)
ニコラ・スタンコヴィッチ（セルビア語: Никола Станковић, ラテン文字転写: Nikola Stanković、2003年4月24日 - ）は、セルビアのサッカー選手。ポジションはディフェンダー、ミッドフィールダー。

## 経歴

### レッドスター・ベオグラード
2022年2月12日のセルビア・スーペルリーガ、FKチュカリチュキ戦に出場しトップチームデビューを果たした。

### チュカリチュキ
2023年7月8日、FKチュカリチュキに3年契約で完全移籍した。

### レッドスター・ベオグラード復帰
2025年7月28日、レッドスター・ベオグラードと4年契約を締結し復帰した。